# Ipsos
Ipsos (fr. Institut Public de Sondage d'Opinion Secteur) – międzynarodowe przedsiębiorstwo z branży badań rynku i konsultingu z siedzibą w Paryżu we Francji. Zostało założone w 1975 przez Didiera Truchot i jest notowane na paryskiej giełdzie od 1 lipca 1999 roku. Ipsos jest trzecim co do wielkości przedsiębiorstwem w branży badań rynku na świecie. W pierwszym kwartale 2020 roku było obecne na 90 rynkach i zatrudniało ponad 18 000 osób.